# 王立魔法学園の最下生〜貧困街上がりの最強魔法師、貴族だらけの学園で無双する〜
『王立魔法学園の最下生〜貧困街上がりの最強魔法師、貴族だらけの学園で無双する〜』（おうりつまほうがくえんのさいかせい〜スラムあがりのさいきょうまほうし、きぞくだらけのがくえんでむそうする〜）は、柑橘ゆすらによる日本のライトノベル作品。イラストは青乃下が担当。初出は小説投稿サイト「小説家になろう」（2020年1月  - 更新停止）。同年12月からカクヨムで更新中。また2021年1月からダッシュエックス文庫（集英社）より刊行されている。2025年2月時点でシリーズ累計部数は145万部を記録している。
メディアミックスとして、長月郁の作画によるコミカライズが『週刊ヤングジャンプ』（同）にて2021年9号から2025年10号まで連載された。

## 登場人物
担当声優は、PVでの配役。

### 主要人物
アルス・ウィルザード
声 - 寺島惇太
本作の主人公。年齢は15歳。国の外れ貧困街の出身で、両親はいない。貴族ではないものの強力な魔法を使うことができるために呪われた血で蔑まれていたがその腕を買われて、5歳から闇の暗殺者として活動している。その後育ての親から魔法に関する国家資格を取得できる王立魔法学園に通うように勧められ、入学。一般人を見下している貴族たちの前で圧倒的な実力を見せつけ、学園で成り上がっていく。喜怒哀楽を表に出すことのないクールな性格で、徹底的な合理主義者。最初は単独行動を好んでいたが、入学試験で出会ったレナと彼女の幼なじみ・ルウに対して、仲間意識を抱くようになる。
レナ
声 - 小倉唯
年齢は15歳。赤髪の長髪ツインテール。貴族出身ではあるものの、家柄は低い。学園の入学試験当日、ほかの貴族から学園にふさわしくないといじめを受けていた際、アルスに助けられたことで知り合いとなる。以降、アルスとはたびたび衝突しながらも、仲間としてお互いを認め合う関係になっていく。同級生の中でも強い魔力を持ち、アルスからもその実力を認められている。細身の体型ながら巨乳、アルスもあきれるほどの大食漢。ウソのつけない実直な性格で、努力家でもある。いっしょに入学した幼なじみのルウは親友で、つねに行動を共にしている。オズワルド事件の被害者の一人でトラウマを持っている。
ルウ
声 - 高田憂希
年齢は15歳。青髪のショートカットで青い瞳。幼なじみのレナとは対称的で緩い雰囲気を持っている。レナに先駆けてアルスから魔力移しの儀式を受けた。バーでバイトをしている。

## 用語
王立魔法学園
魔法に関する国家資格(公認魔法師)を取得できる学園。アルスを除くとほぼ貴族階級が通っている。
スクールポイント
通称SP。魔法学園で優れた成果を出したものに与えられるポイント。
魔力移し
自分自身が持つ魔力をキスで相手に移す儀式。魔力の移す調整は難しく負荷が弱いと効果はなく、強すぎれば大怪我をして、最悪命を落とす。異性同士で行った方が各段に効率が上がるらしいのでアルスはレナ及びルウと肉体関係を行って、魔力を移すことが多い。
オズワルド事件
3年前王都ミズガルドで起きた事件。逆さの王冠の魔法師によってオズワルド家のパーティーに参加した貴族80人は人質に取られて、貴族制度の撤廃を要求したが受け入れられず、人質70人が殺害された過去最悪の事件。

## 既刊一覧

### 小説
- 柑橘ゆすら（著）・青乃下（イラスト）・長月郁（キャラクター原案） 『王立魔法学園の最下生 〜貧困街上がりの最強魔法師、貴族だらけの学園で無双する〜』 集英社〈ダッシュエックス文庫〉、既刊6巻（2024年4月25日現在）
  1. 2021年1月25日発売[5]、ISBN 978-4-08-631400-8
  2. 2021年4月23日発売[10]、ISBN 978-4-08-631418-3
  3. 2022年4月22日発売[11]、ISBN 978-4-08-631467-1
  4. 2023年1月25日発売[12]、ISBN 978-4-08-631497-8
  5. 2024年2月22日発売[13]、ISBN 978-4-08-631531-9
  6. 2024年4月25日発売[14]、ISBN 978-4-08-631546-3

### 漫画
- 柑橘ゆすら（原作）・長月郁（漫画） 『王立魔法学園の最下生 〜貧困街上がりの最強魔法師、貴族だらけの学園で無双する〜』 集英社〈ヤングジャンプコミックス〉、全17巻
  1. 2021年4月19日発売[15][16]、ISBN 978-4-08-891888-4
  2. 2021年7月16日発売[17]、ISBN 978-4-08-892033-7
  3. 2021年10月19日発売[18]、ISBN 978-4-08-892105-1
  4. 2022年1月19日発売[19]、ISBN 978-4-08-892189-1
  5. 2022年4月19日発売[20]、ISBN 978-4-08-892270-6
  6. 2022年7月19日発売[21]、ISBN 978-4-08-892372-7
  7. 2022年10月19日発売[22]、ISBN 978-4-08-892460-1
  8. 2023年2月17日発売[23]、ISBN 978-4-08-892572-1
  9. 2023年5月19日発売[24]、ISBN 978-4-08-892661-2
  10. 2023年8月18日発売[25]、ISBN 978-4-08-892811-1
  11. 2023年12月19日発売[26]、ISBN 978-4-08-892899-9
  12. 2024年3月18日発売[27]、ISBN 978-4-08-893169-2
  13. 2024年6月19日発売[28]、ISBN 978-4-08-893288-0
  14. 2024年9月19日発売[29]、ISBN 978-4-08-893378-8
  15. 2024年12月18日発売[30]、ISBN 978-4-08-893382-5
  16. 2025年3月18日発売[31]、ISBN 978-4-08-893495-2
  17. 2025年4月17日発売[32]、ISBN 978-4-08-893589-8